# أشلي بارتي
أشلي بارتي (بالإنجليزية: Ashleigh Barty) هي لاعبة كرة مضرب أسترالية. هي إحدى بطلات الجراند سلام. أعلى تصنيف لها في الفردي كان المركز الـ 129 في سنة 2013. أعلى تصنيف لها في الزوجي كان المركز الـ 12 في سنة 2013.

## النهائيات

### نهائيات البطولات الكبرى

#### الزوجي: 3 (الوصافة 3)
| الحصيلة | السنة                | البطولة                     | الأرضية | الشريك       | المنافس                       | النتيجة            |
| ------- | -------------------- | --------------------------- | ------- | ------------ | ----------------------------- | ------------------ |
| الوصافة | 2013                 | أستراليا المفتوحة           | صلبة    | كاسي ديلاكوا | ساره إيراني روبيرتا فينسي     | 2–6, 6–3, 2–6      |
| الوصافة | 2013                 | ويمبلدون                    | عشبية   | كاسي ديلاكوا | هيش سو وي بينق شواي           | 6–7(1–7), 1–6      |
| الوصافة | أمريكا المفتوحة 2013 | بطولة أمريكا المفتوحة للتنس | صلبة    | كاسي ديلاكوا | أندريا هلافسكوفا لوسي هراديكا | 7–6(7–4), 1–6, 4–6 |

#### فردي الفتيات: 1 (الألقاب 1)
| الحصيلة | السنة | البطولة  | الأرضية | المنافس         | النتيجة       |
| ------- | ----- | -------- | ------- | --------------- | ------------- |
| الفوز   | 2011  | ويمبلدون | عشبية   | إيرينا خروماشفا | 7–5, 7–6(7–3) |

## الخط الزمني للأداء
مفتاح
| ف | ن | ن.ن | ر.ن | د# | د.م | ل | أ.أ | ت | غ | ب | ف | ذ | م.خ | ل.ت |

(ف) فاز بالبطولة (ن) وصل النهائي (ن.ن) نصف النهائي (ر.ن) ربع النهائي (د#) الأدوار الأربعة الأولى (د.م) دور المجموعات (ل) شارك في كأس ديفيز (أ.أ) خرج من الأدوار الاولى (ت) خسر التصفيات التأهيلية (غ) غاب عن الحدث أو البطولة (ب) حصل على ميدالية برونزية (ف) حصل على ميدالية فضية (ذ) حصل على ميدالية ذهبية (م.خ) بطولة الماسترز خُفضت إلى مرتبة أقل (ل.ت) البطولة لم تعقد في السنة المعينة.
لتجنب الارتباك وازدواجية الحساب، يتم تحديث هذه المعلومات إما في نهاية البطولة، أو عندما تكون مشاركة اللاعب في البطولة قد انتهت.

### فردي السيدات
| دورات الجراند سلام |     |     |      |     |     |     |     |      |
| أستراليا المفتوحة  | A   | A   | د1   | د1  | د1  | A   | A   | 0–3  |
| فرنسا المفتوحة     | A   | A   | د1   | د2  | د1  | A   |     | 1–3  |
| بطولة ويمبلدون     | A   | A   | د1   | ت1  | ت3  | A   |     | 0–1  |
| أمريكا المفتوحة    | A   | ت1  | A    | د2  | د1  | A   |     | 1–2  |
| فوز-خسارة          | 0–0 | 0–0 | 0–3  | 2–3 | 0–3 | 0–0 | 0–0 | 2–9  |
| إحصائيات المسيرة   |     |     |      |     |     |     |     |      |
| الرابطة: فوز-خسارة | 0–0 | 0–0 | 0–4  | 0–2 |     |     |     | 0–6  |
| الاتحاد: فوز-خسارة | 3–2 | 4–2 | 34–4 | 0–0 |     |     |     | 41–8 |
| تصنيف نهاية العام  | بلا | 669 | 195  | 188 | 218 |     |     |      |

## روابط خارجية
- أشلي بارتي على موقع إي آس بي آن كريك إنفو (الإنجليزية)
- أشلي بارتي على موقع رابطة محترفات التنس (الإنجليزية)
- أشلي بارتي على موقع الاتحاد الدولي لكرة المضرب (الإنجليزية)
- أشلي بارتي على موقع كأس بيلي جين كينغ (الإنجليزية)
- أشلي بارتي على موقع اتحاد التنس الأسترالي (الإنجليزية)
- أشلي بارتي على موقع بطولة ويمبلدون (الإنجليزية)
- أشلي بارتي على موقع خلاصة التنس.كوم (الإنجليزية)
- أشلي بارتي على موقع إي إس بي إن.كوم (الإنجليزية)
- أشلي بارتي على موقع أوليمبيديا (الإنجليزية)